# Стенел (Персејев син)
Стенел је у грчкој митологији био Персејев син. 

## Митологија
Након смрти свог оца, заједно са своја три брата је делио трон Арга. Од свог брата Електриона наследио је престо Микене и Тиринта. Протерао је Амфитриона, јер је убио Електриона, а у своје краљевство примио зетове Атреја и Тијеста, који су пребегли њему због братоубиства. Био је ожењен Артибијом (или Антибијом) или Никипом. Као његова деца се помињу Еуристеј, Алкиона, Медуза и Ифид (или Ифит). Према Хериној вољи, Еуристеј је превремено рођен како Херакле не би постао владар Аргиваца. Стенела је убио Хил, Хераклов син.